# Cathérine Marie Téwendé Manly Loagboko
 (mai 2025).
Cathérine Marie Téwendé Manly Loagboko, née le 15 juin 1973 à Ouagadougou, est une écrivaine burkinabè. Elle est auteure de deux livres.

## Biographie

### Enfance et études
Cathérine Marie Manly naît à Ouagadougou. Elle fréquente l’école primaire à Peuloghin et milite dans le mouvement d’action catholique des Cœurs Vaillants et Ames Vaillante à la paroisse Cathédrale de l’Immaculée Conception de Ouagadougou. Elle occupe des postes de responsabilité dans les bureaux paroissiaux, diocésains et au niveau national où elle participe en 1992 à la rencontre sous-régionale du MIDADE (Mouvement International d’Apostolat de l’Enfance).

## Carrière professionnelle
Après une formation de base en secrétariat bureautique au Lycée Technique Charles Lavigerie, elle embrasse la vie professionnelle successivement à la Présidence du Faso, à l’OCADES Diocésaine de Dédougou, au Ministère de l’Action Sociale et de la Solidarité Nationale, à L’ENAM et au Ministère de la Communication, de la Culture, des Arts et du Tourisme où elle reçoit en décembre 2023 la distinction honorifique de Chevalier de l’Ordre du Mérite des Arts, des Lettres et de la Communication.
Titulaire du Brevet de l’École supérieure d’Administration et de Magistrature (ENAM) – option Administration Générale, et d’un parchemin de Médiatrice/Ambassadeur de la paix, elle est passionnée de la lecture et de l’écriture, et veille toujours à transcrire ses inspirations basées sur l’observation au quotidien de la vie. Elle demeure convaincue que chaque enfant est le reflet de l’éducation et de l’instruction reçues, mais aussi de l’ambiance familiale dans laquelle il vit.

## Œuvres littéraires
- Le Matin du bonheur (album de bandes dessinées), co-auteur, Edition : Timiniyis Editions, Dépôt légal : no 23-293,  (ISBN 978-2-9581317-8-4)
- Une victime innocente (recueil de nouvelles)[3], Edition : Editions Hector-Adams, Dépôt légal : no 24-090,  (ISBN 979-10-95955-68-9)

## Distinction
- Chevalier de l’Ordre du Mérite des Arts, des Lettres et de la Communication.